# Hertzsprungova mezera
Hertzsprungova mezera je částí Hertzsprungova–Russellova diagramu pro hvězdokupy. Je pojmenovaná po Ejnaru Hertzsprungovi, který si jako první všiml nepřítomnosti hvězd v oblasti HR diagramu mezi spektrálními typy A5 a G0 a mezi +1 až -3 absolutní hvězdnou velikostí (mezi vrcholem hlavní posloupnosti a červenými obry pro hvězdy přibližně 1,5násobku hmoty Slunce). Když hvězda během svého vývoje přechází přes Hertzsprungovu mezeru, znamená to, že ukončila fázi hoření vodíku v jádře, ale ještě tam nezačalo hoření hélia.
Hvězdy v oblasti Hertzsprungovy mezery existují, ale protože přes tuto fázi přecházejí velice rychle v porovnání s délkou své existence (tisíce let v porovnání se stovkami milionů let celkové existence hvězdy), tato část diagramu je málo zaplněná. Plný HR diagram zaplněný 11 000 objekty mise Hipparcos vykazuje jen několik hvězd v této oblasti.